# Mary Bryant
Mary Bryant, nata probabilmente come Mary Broad o Mary Braund (Fowey, 1765 – post 1794), è stata una brigante britannica, divenuta famosa per essere la protagonista di una delle prime evasioni riuscite dalla nascente colonia penale australiana.

## Biografia
Originaria della Cornovaglia, Mary Broad era figlia del pescatore William Broad e di sua moglie Grace Symons. Partì da casa per cercare lavoro a Plymouth, dove però rimase coinvolta in piccoli furti. 
Insieme a due complici (Cathrine Fryer e Mary Haysoning) venne arrestata e incriminata da J. Nicholls, sindaco di Plymouth, per il furto di una cuffietta di seta, gioielli e pochi spiccioli. Venne condannata a morte, pena poi commutata in sette anni di deportazione in Australia. 
Nel maggio del 1787 venne deportata con la Prima Flotta, un convoglio di navi al comando del capitano Arthur Phillip, che aveva il compito di istituire la prima colonia europea in Australia. Mary era a bordo della nave Charlotte.
La Bryant diede alla luce una bambina durante il viaggio, che venne chiamata Charlotte come il nome della la nave sulla quale viaggiava. Al suo arrivò in Australia, sposò William Bryant il 10 febbraio 1788, un contrabbandiere, anche lui imbarcato sulla Charlotte, con cui ebbe un figlio, Emmanuel, nato il 6 maggio 1790. Anche William proveniva dalla Cornovaglia, dove aveva lavorato come pescatore. A Sydney Cove, una colonia appena agli inizi, poi inglobata nella città di Sydney, egli venne incaricato di sorvegliare le barche da pesca. Dopo essere stato scoperto a rubare pesci, gli vennero comminate 100 frustate. Ideò perciò un piano di fuga con Mary, persuadendo un capitano olandese a dargli alcuni strumenti per la navigazione.
Il 28 marzo 1791, William, Mary, i suoi figli, e sette uomini rubarono un cutter e delle provviste del Governatore Philips. Dopo un viaggio di 69 giorni e di 5 237 km., Mary, i suoi figli e gli otto uomini raggiunsero Kupang durante il quale scoprirono alcune isole della barriera corallina e attraversarono il Mar degli Alfuri. Questo straordinario viaggio, peraltro molto pericoloso, divenne parte della sua storia marinara, ed è stato spesso paragonato all'epico viaggio di William Bligh su una barca aperta di solo due anni prima, dopo l'ammutinamento del Bounty. Anche il viaggio di Bligh terminò a Timor. 
Timor era sotto il controllo olandese. I Bryants e il loro equipaggio si spacciarono per i sopravvissuti di un naufragio ma alla fine confessarono di essere detenuti britannici. Rimandati in Inghilterra per affrontare il processo, viaggiarono prima su una nave olandese fino a Batavia e più tardi da Città del Capo con la Royal marines di ritorno da Sydney sulla Gorgon. Durante il viaggio di ritorno William ed entrambi i figli di Mary morirono per la febbre; Emmanuel e William morirono a Batavia alla fine del 1791, mentre Charlotte morì all'ultima tappa del viaggio nel maggio 1792.
Mary si aspettava di essere impiccata o rimandata in Australia. Invece, venne imprigionata per un anno nella prigione di Newgate, durante il quale seguì una protesta pubblica, parallelamente alla richiesta di clemenza del famoso scrittore e avvocato James Boswell. Mary venne graziata nel maggio 1793, e più tardi anche i quattro uomini sopravvissuti della sua ciurma vennero graziati. Boswell le assegnò una pensione annua di 10 sterline il cui ultimo dato conosciuto del versamento risale al novembre 1794. La Bryant tornò alla sua famiglia in Cornovaglia e non si seppe più niente di lei.
La vita di Mary Bryant è stata oggetto di alcuni film per la TV inglese e australiana, come la miniserie australiana The Incredible Journey of Mary Bryant del 2005 con Romola Garai, Jack Davenport, Alex O'Loughlin per la regia di Peter Andrikidis.